# Maurice Marcelot
Maurice Marcelot, né le 1er avril 1929 à Bondy (Seine) et mort le 14 juin 1999 à Roanne, est un joueur et entraîneur français de basket-ball.

## Biographie
En provenance du club parisien des Cheminots de l’Est (champions de France de deuxième division en 1949), Maurice Marcelot rejoint la Chorale de Roanne lors la saison 1952-1953.
Joueur spectaculaire qui savait allier vitesse et adresse, avec une combativité et une hargne exemplaires, cet international participa au championnat du monde à Buenos Aires en 1950 et au championnat d’Europe à Budapest en 1955, en compagnie de son capitaine-entraîneur et ami André Vacheresse.
Entraîneur fédéral dès 1958, il a donc été entraîneur-joueur de 1964 à 1969, avant de s’occuper de la formation des jeunes choraliens. Arbitre, il exerça sur de nombreux terrains de la région.
Maurice Marcelot, sportif de haut niveau avait de belles dispositions également pour le tennis : champion de France junior en double avec Jean Duco de la Haille ; Maurice, joueur de 2e puis 3e série, défendit brillamment les couleurs de l’AS Roanne Tennis durant de nombreuses années.

## Clubs

### Joueur
- Avant 1952 :  Cheminots de l'Est (Nationale 1)
- 1952-1969 :  Chorale Roanne Basket (Nationale 1)

### Entraîneur
- 1961-1969 :  Chorale Roanne Basket (Nationale 1)

## Palmarès

### Joueur
- Champion de France de basket-ball : 1959
- 19 sélections
- 6e place au championnat du monde de basket-ball 1950
- 9e place au championnat d'Europe de basket-ball 1955